# Žluté hory
Žluté hory (čínsky pchin-jinem Huángshān, znaky 黃山) je pohoří nacházející se v provincii An-chuej ve východní Číně. Svou charakteristikou ostrých hrotů skalních masivů, rozsedlin a útesů, vystupujících z mlhy, vždy přitahovaly proslulé čínské malíře a spisovatele. Skály jsou porostlé zvláštně pokroucenými borovicemi (až 1500 let starými). Oblast patří do Světového dědictví UNESCO a zároveň je jednou z nejpopulárnějších turistických destinací v Číně. Chráněné území má rozlohu 154 km², s ochranným pásmem 142 km². Mao feng je slavný zelený čaj pocházející právě z oblasti Žlutých hor.

## Geologie
Hory vznikly v druhohorách, asi 100 milionů let před vyzdvihnutím pevniny ze starověkého oceánu. Později, ve čtvrtohorách byla krajina zformovaná vlivem ledovců. V mnoha případech vznikly doslova kamenné lesy a hrotité skalní pilíře. Skalní věže Žlutých hor jsou tvořeny světlou žulou, jež je velmi tvrdá a složená z krystalů slídy, křemene a živce. Tato žula vznikla z roztavených mas materiálu hluboko pod zemským povrchem, kde následně krystalizovala a v důsledku chladnutí pukala pravoúhlou sítí prasklin. V době kdy se vrchní lože žulového tělesa dostalo na povrch, začala vlásečnicovými prasklinami pronikat voda i vzduch. Následkem zvětrávání se začal žulový, do té doby kompaktní, masiv rozpadat do tvarů sloupovitých útvarů. Mnohé z nich nabývají různých bizarních podob a připomínají lidské i zvířecí postavy. Velká část z takových útvarů má vlastní poetická jména.

## Geografie

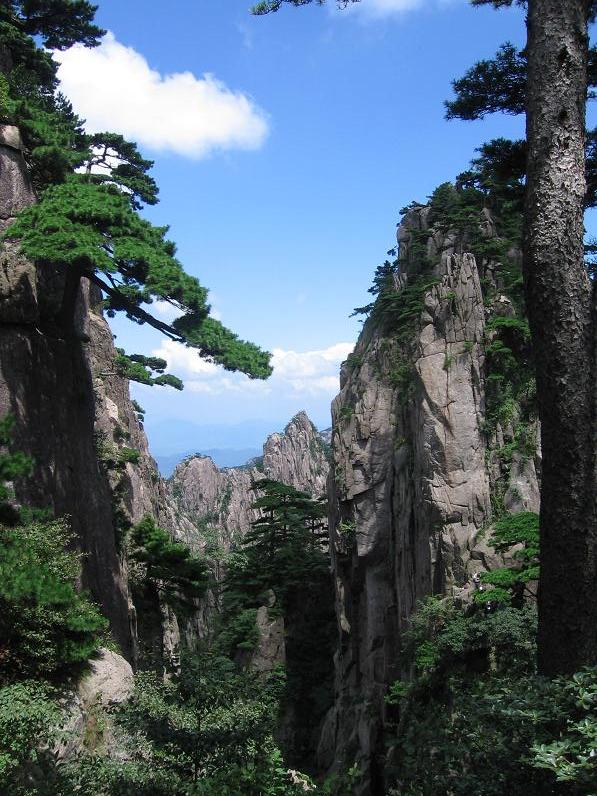
Žluté hory

Žluté hory leží jižně od řeky Jang-c’-ťiang, v místě kde se tok stáčí do posledního širšího oblouku a nato protéká nížinami k moři.
V pohoří dominuje 72 vrcholů vyšších 1000 metrů a z toho tři dosahují výšky nad 1800 metrů.
- Lien-chua-feng (莲花峰, Vrchol Lotosový květ) – 1864 m
- Kuang-ming-ting (光明顶, Zářivý vrchol) – 1840 m
- Tchien-tu-feng (天都峰, Nejvyšší nebeský vrchol) – 1829 m

## Vodopis
Žluté hory odvodňuje řeka Jang-c’-ťiang. Oblast je velmi bohatá na léčivé horké prameny, které si po celý rok udržují teplotu 42°C. Nejpřirozenější zřídla s jezery se nalézají v oblasti Sung-ku a na úpatí vrcholu Purpurový mrak. Nejznámější horká zřídla jsou Lao lung tchan, Čching lung tchan, Wu lung tchan, Paj lung tchan. Kromě nich se na chráněném území nachází také několik zajímavých vodopádů.

## Podnebí
Žluté hory se nachází v subtropickém podnebném pásu. Oblačnost je samozřejmou součástí zdejší krajiny. Zataženo je tu více než 200 dnů v roce. Průměrný roční úhrn srážek činí kolem 2400 mm a kolem vrcholků se téměř neustále linou oblaka mlhy s aerosolem drobného mrholení. Turisté navštěvující vyšší polohy jsou vybavení pláštěnkami a teplým oblečením, neboť i v létě zde teplota dosahuje 8 °C.

## Turismus
Cesty jsou v horách pečlivě značeny a přivádí návštěvníky ke svatyním, jezírkům a vodopádům. Poskytují také výborné výhledy na skalní útvary Žlutých hor. Ne všechny stezky jsou ovšem lehce schůdné. Například na vrchol Nejvyššího nebeského vrcholu je nutné vystoupat 1300 schodů s převýšením 310 m a překonat tzv. „Kapří hřbet“. Schodiště, zvané „žebřík do nebe“ je místy velmi strmé a k jeho zdolání jsou ve skále ukotvené železné řetězy. Kapří hřbet, který se nachází v nadmořské výšce 1770 m, je v desetimetrovém úseku široký nejvýše 1 metr. Z obou stran jej lemují strmé útesy, takže se podobá rybímu hřbetu nad hladinou vody.

## Příroda

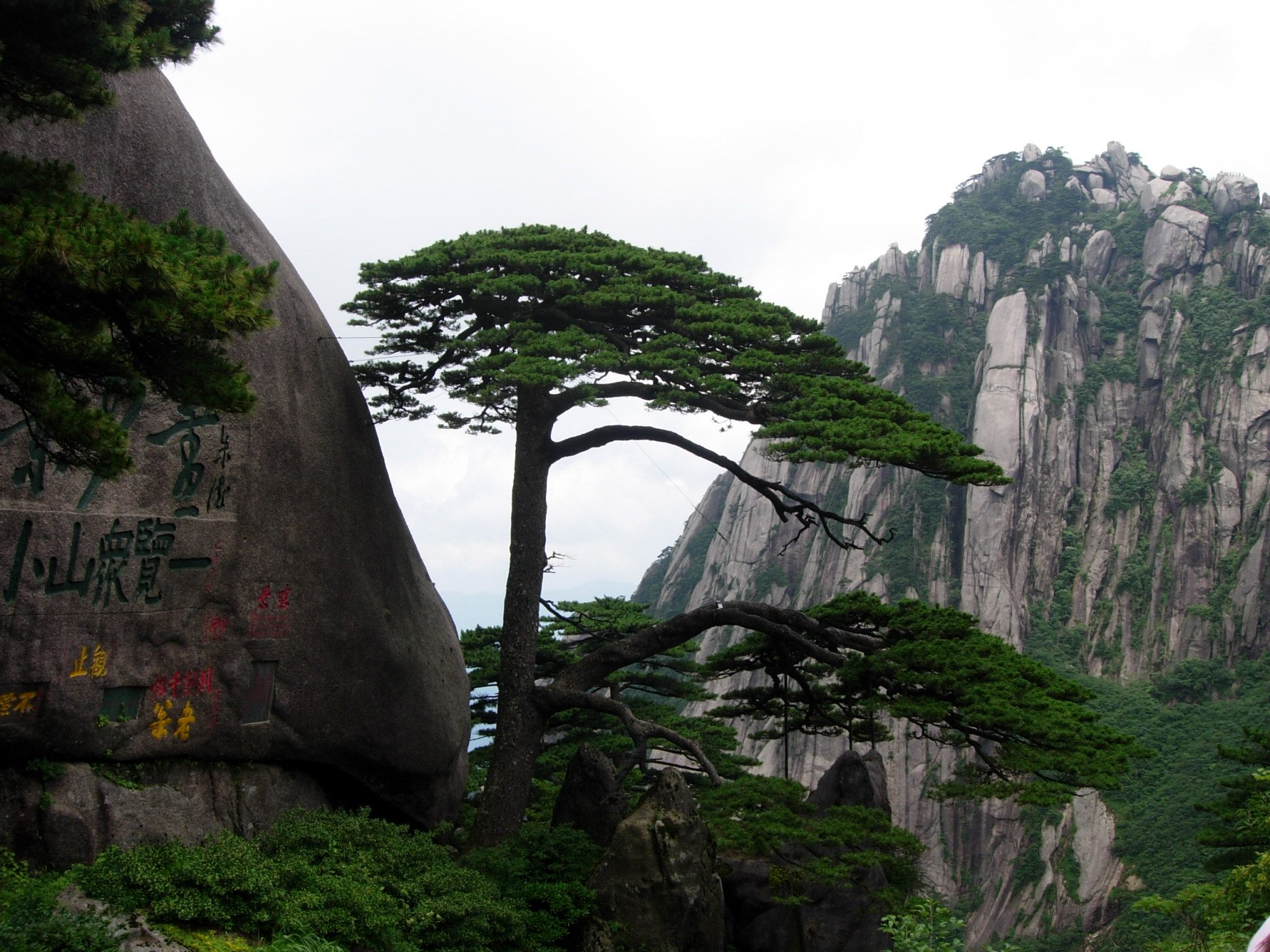
chuangšanská Zdravící borovice

Rostlinstvo v oblasti závisí na nadmořské výšce. Pod 1100 m se nachází vlhký prales. Listnatý les táhne se od 1100 m až do výšky 1800 m, kde se také nachází hranice lesa. Ještě výše se rostlinstvo sestává z alpínských lučin. Oblast má různorodou flóru, kde je reprezentovaná jedna třetina druhů mechů v Číně a více než polovina druhů kapradin. Pohoří Chuang-šan bylo zařazeno do Světového dědictví UNESCO v roce 1990 pro svou výjimečnou krásu prostředí i kvůli výskytu vzácných a ohrožených druhů.
Typické jsou pro krajinu Žlutých hor pokroucené borovice hwangšanské (Pinus hwangshanensis). Jedná se o druh, který se přizpůsobil místním specifickým podmínkám a dokáže tak přežít na skalnatých svazích i ve vyšších nadmořských výškách. Některé výrazné exempláře si vysloužily i vlastní jména, jako například Zdravící borovice, Borovice Fénix nebo Borovice vyprovázející hosty.